# 順妃許氏
順妃許氏（1271年—1335年），高麗忠宣王之妃。

## 生平
孔巖縣人，許珙之女。曾嫁平陽公王昡，生三男四女。王昡死後,於1308年被忠宣王王璋冊爲順妃。忠肅王後四年卒，享壽六十五歲（虛歲）。

## 家庭
- 曾祖：許京
  - 祖父：許遂
  - 祖母：新定郡夫人張氏
    - 父：許珙（1233－1291）

  - 外祖：尹克敏
    - 前母：鈴平郡夫人尹氏
      - 兄：許程
      - 兄：許嵩，初名許評。
        - 姪：定安府院君許琮（1286－1345），尚忠宣王女壽春翁主。

      - 兄：許冠
      - 姊：（1255－1324）追封卞韓國大夫人、眞慧大師，適金賆。
      - 姊：適金恂。

  - 外祖：崔澄
    - 母：崔氏
      - 兄弟：許寵
      - 兄弟：許富
      - 妹：適趙璉。
      - 前夫：平陽公王昡，齊安府院大君王淑與高麗元宗女慶安宮主之子，忠烈王二十六年（1300年）卒。
        - 長子：順正大君王璹
        - 次子：雙峯長老慈覺
        - 三子：懷仁君王楨
          - 孫：順仁大君王瑺

        - 長女：永福翁主，適襄陽君金臺彥
        - 次女：延禧翁主，適中書左承吉吉反
        - 三女：伯顏忽篤皇后，元仁宗后妃。[1][2]
        - 四女：慶寧翁主（後追贈敬惠妃），適盧頙（後追贈康平公）。
          - 外孫：盧稹（後追贈齊孝公），配洪氏（後追贈明懿妃）。
            - 外曾孫女：順妃盧氏，恭讓王妃。

      - 後夫：高麗忠宣王

## 附註
1. ↑  《高麗史》…璹，忠宣二年，封順正君，後進封大君。元仁宗在東宮，璹妹伯顔忽篤得幸，璹赴召如元，尋授翰林學士。…
2. ↑  〈王順妃許氏墓誌銘〉…次則伯顏忽篤皇后也。導大眞以霓裳。琴瑟之和已洽。貯阿嬌於金屋。翟褕之寵俄崇。妃由是芝綸得賜於華冠。簟茀親朝於蘂闥。累內帑之珍錫。奉璽命以榮歸。開紺宇之檀筵。寫琅函之貝典。祝釐報上。可謂至矣。…